# Gerd Faltings
Gerd Faltings (Gelsenkirchen, 28 luglio 1954) è un matematico tedesco, vincitore della medaglia Fields nel 1986.
È celebre per i suoi lavori in geometria algebrica, geometria aritmetica e teoria dei numeri. 

## Biografia
Nel 1986 ha ricevuto la medaglia Fields per la sua dimostrazione della congettura di Mordell. Dal 1995 è il direttore dell'Istituto Max Planck di matematica a Bonn.
Nel 1983 dimostrò la congettura di Mordell, che implica che, per ogni n > 2, c'è al massimo un numero finito di interi coprimi a, b e c con an + bn = cn.